# Chimarrhodella ulmeri
Chimarrhodella ulmeri är en nattsländeart som först beskrevs av Ross 1956.  Chimarrhodella ulmeri ingår i släktet Chimarrhodella och familjen stengömmenattsländor. Inga underarter finns listade i Catalogue of Life.